# Grattepanche
Grattepanche és un municipi francès situat al departament del Somme i a la regió dels Alts de França. L'any 2007 tenia 287 habitants.

## Demografia

### Població
El 2007 la població de fet de Grattepanche era de 287 persones. Hi havia 96 famílies de les quals 12 eren unipersonals (4 homes vivint sols i 8 dones vivint soles), 28 parelles sense fills i 56 parelles amb fills.
La població ha evolucionat segons el següent gràfic:
Habitants censats

### Habitatges

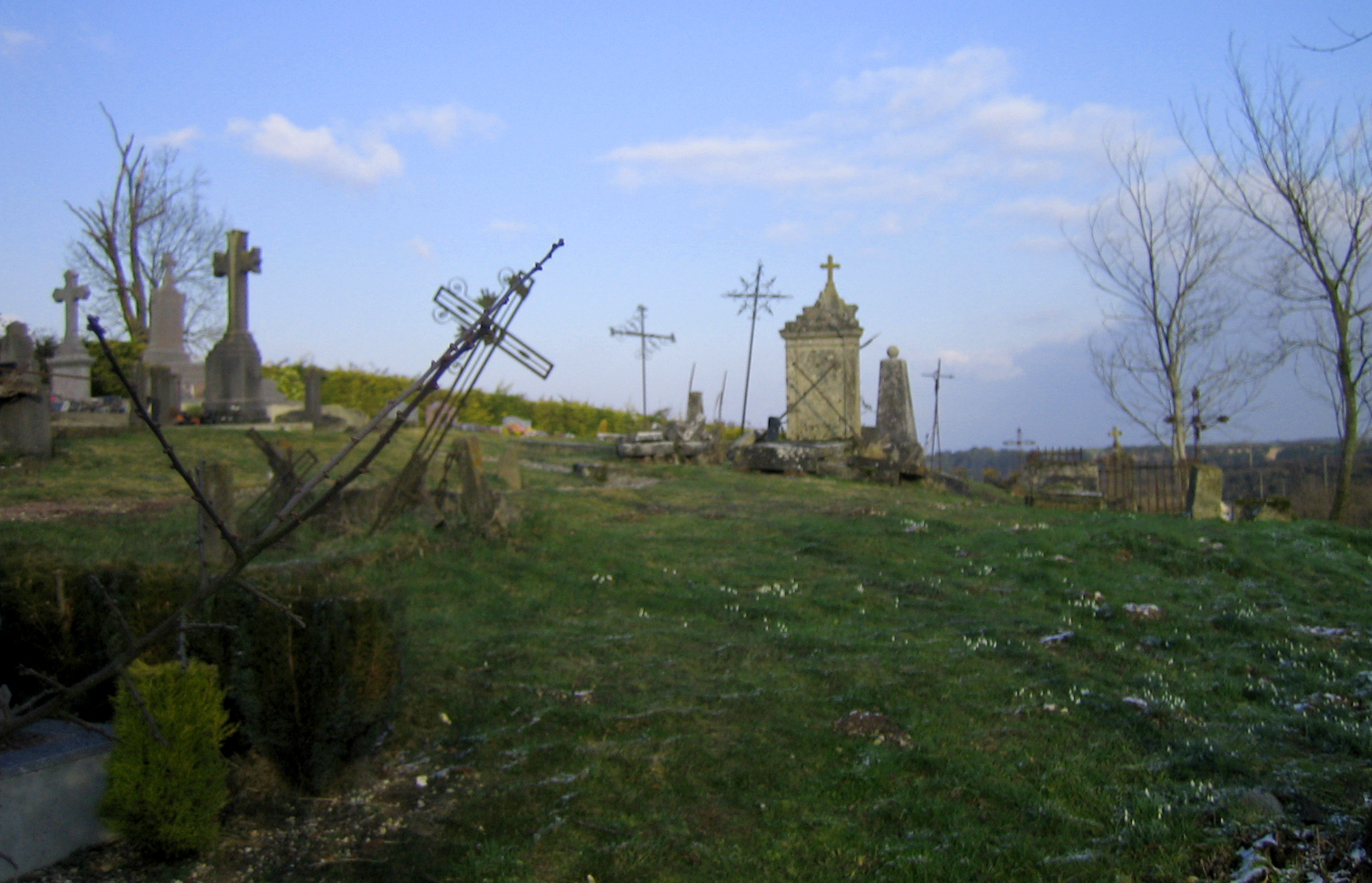

El 2007 hi havia 104 habitatges, 98 eren l'habitatge principal de la família, 3 eren segones residències i 3 estaven desocupats. 99 eren cases i 5 eren apartaments. Dels 98 habitatges principals, 89 estaven ocupats pels seus propietaris, 8 estaven llogats i ocupats pels llogaters i 1 estava cedit a títol gratuït; 1 tenia una cambra, 2 en tenien dues, 13 en tenien tres, 27 en tenien quatre i 55 en tenien cinc o més. 85 habitatges disposaven pel capbaix d'una plaça de pàrquing. A 29 habitatges hi havia un automòbil i a 61 n'hi havia dos o més.

### Piràmide de població
La piràmide de població per edats i sexe el 2009 era:
| Homes | Edats   | Dones |
| ----- | ------- | ----- |
| 0     | 95 o +  | 0     |
| 0     | 90 a 94 | 0     |
| 4     | 85 a 89 | 4     |
| 4     | 80 a 84 | 4     |
| 0     | 75 a 79 | 0     |
| 0     | 70 a 74 | 0     |
| 4     | 65 a 69 | 8     |
| 4     | 60 a 64 | 4     |
| 4     | 55 a 59 | 8     |
| 16    | 50 a 54 | 8     |
| 12    | 45 a 49 | 12    |
| 8     | 40 a 44 | 20    |
| 28    | 35 a 39 | 16    |
| 8     | 30 a 34 | 4     |
| 4     | 25 a 29 | 8     |
| 0     | 20 a 24 | 12    |
| 20    | 15 a 19 | 16    |
| 16    | 10 a 14 | 8     |
| 4     | 5 a 9   | 12    |
| 0     | 0 a 4   | 12    |

## Economia

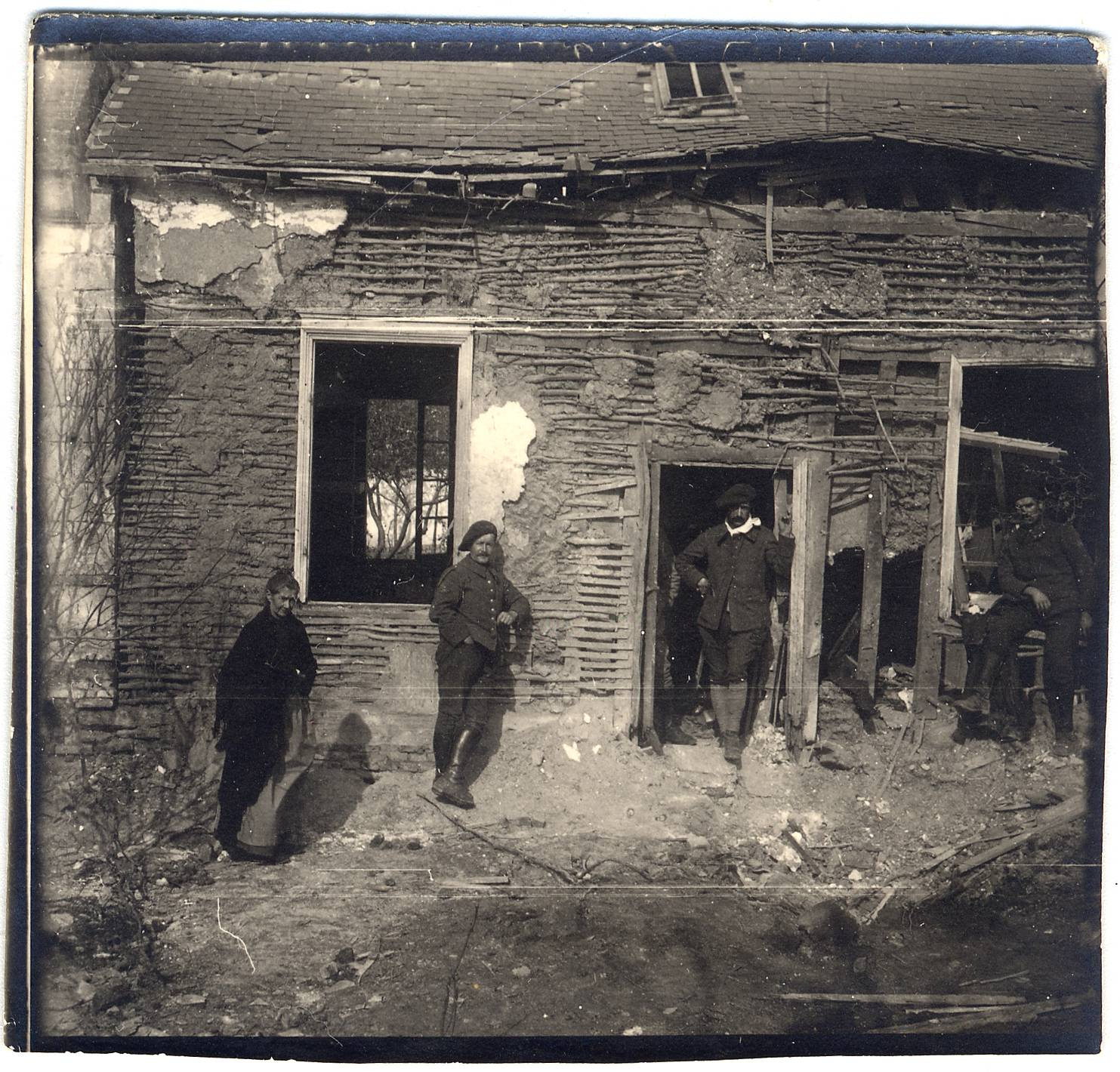
Presbiteri

El 2007 la població en edat de treballar era de 207 persones, 138 eren actives i 69 eren inactives. De les 138 persones actives 131 estaven ocupades (71 homes i 60 dones) i 7 estaven aturades (2 homes i 5 dones). De les 69 persones inactives 24 estaven jubilades, 32 estaven estudiant i 13 estaven classificades com a «altres inactius».

### Ingressos
El 2009 a Grattepanche hi havia 104 unitats fiscals que integraven 292 persones, la mediana anual d'ingressos fiscals per persona era de 20.629,5 €.

### Activitats econòmiques
Dels 6 establiments que hi havia el 2007, 1 era d'una empresa de construcció, 1 d'una empresa de transport, 2 d'empreses financeres, 1 d'una empresa de serveis i 1 d'una empresa classificada com a «altres activitats de serveis».
L'any 2000 a Grattepanche hi havia 4 explotacions agrícoles.

## Equipaments sanitaris i escolars
El 2009 hi havia una escola elemental integrada dins d'un grup escolar amb les comunes properes formant una escola dispersa.

## Poblacions més properes
El següent diagrama mostra les poblacions més properes.